# 장세현
장세현(본명: 장현태, 1987년 6월 9일 ~ )은 대한민국의 배우이다.

## 생애
《성균관 스캔들》에서 '성균관 상유 3인방' 중의 하나로 감초 역할을 톡톡히 해서 주목을 받은 장세현은 《내일도 칸타빌레》에서 마수민을 맡아 유진(주원)에 첫눈에 반한 '유진바라기'로 설내일(심은경)과 경쟁관계에 놓이는 역할을 맡았다.

## 학력
- 백석대학교

## 출연 작품

### 드라마
| 연도     | 방송사        | 제목                            | 역할                      | 비고                                              |
| -------- | ------------- | ------------------------------- | ------------------------- | ------------------------------------------------- |
| 2007     | KBS2          | 최강 울엄마                     |                           | 단역                                              |
| 2008     | MBC           | 일일드라마 사랑해, 울지마       |                           | 132부작                                           |
| 2009     | MBC           | 일일드라마 사랑해, 울지마       |                           | 132부작                                           |
| KBS2     | 꽃보다 남자   |                                 | 25부작                    |                                                   |
| KBS2     | 2010          | 성균관 스캔들                   | 김우탁                    | 20부작                                            |
| SBS Plus | 2010          | 키스 앤 더 시티                 |                           | 12부작                                            |
| 2014     | OCN           | 신의 퀴즈 4                     | 무통증 사채업자           | 8회 특별출연                                      |
| 2014     | tvN           | 꽃할배 수사대                   | 무속인                    |                                                   |
| 2014     | tvN           | 고교처세왕                      | 독일 컨설턴트 - 진우 지인 | 13회 특별출연                                     |
| 2014     | KBS2          | 내일도 칸타빌레                 | 마수민                    | 16부작                                            |
| 2015     | SBS           | 너를 사랑한 시간                | 딜러                      |                                                   |
| 2015     | KBS2          | KBS 드라마 스페셜 - 라이브 쇼크 | 성우                      | 단막극                                            |
| 2015     | SBS           | 미세스 캅                       | 서승우                    | 18부작                                            |
| 2015     | SBS           | 애인 있어요                     | 금강산                    | 50부작                                            |
| 2016     | SBS           | 애인 있어요                     | 금강산                    | 50부작                                            |
| MBC      | 불어라 미풍아 | 이장수                          | 53부작                    |                                                   |
| KBS2     | 화랑          | 강성                            | 20부작, 2016년 사전제작   |                                                   |
| KBS2     | 화랑          | 강성                            | 20부작, 2016년 사전제작   | 2017                                              |
| KBS2     | 학교 2017     | 라태식                          | 16부작                    |                                                   |
| 2018     | MBC           | 사생결단 로맨스                 | 정현우                    | 32부작                                            |
| 2020     | KBS2          | 좀비탐정                        | 단식원 모집책             | 12부작                                            |
| 2020     | tvN           | 스타트업                        | 남천호                    | 16부작                                            |
| 2021     | KBS2          | 연모                            | 방질금                    | 20부작                                            |
| 2021     | KBS2          | 일일드라마 사랑의 꽈배기        | 조경준                    | 103부작                                           |
| 2023     | 넷플릭스      | 너의 시간 속으로                | 상호                      | 특별출연                                          |
| 2024     | KBS 2         | 일일드라마 피도 눈물도 없이     | 윤지창                    | 1회 ~ 47회 / 56회/ 86회 ~ 87회, 마지막회 특별출연 |

### 영화
| 연도 | 제목                              | 역할        | 비고 |
| ---- | --------------------------------- | ----------- | ---- |
| 2009 | 《바람》                          | 짱구 분신   |      |
| 2012 | 《두번의 결혼식과 한번의 장례식》 | 익훈        |      |
| 2015 | 《위험한 상견례 2》               | 김현우      |      |
| 2016 | 《덕혜옹주》                      | 학우회 회장 |      |
| 2019 | 《그대 이름은 장미》              | 순철제자 1  |      |
| 2019 | 《크게 될 놈》                    | 형택        |      |

### 광고
- 스니커즈 초코바(효도르와 팔씨름)
- 코카콜라 부르르(수영장 편)
- 후시딘 - 네티즌 유현승의 상처 편
- KFC 치킨 버거 외 다수